# Гибралтарский пролив
Гибралта́рский проли́в (исп. Estrecho de Gibraltar, англ. Strait of Gibraltar, араб. بوغاز جبل طارق‎, лат. Fretum Gaditanum) — межконтинентальный пролив, соединяющий Средиземное море с Атлантическим океаном и разделяющий Европу и Африку. 
Пролив проходит через территориальные воды Марокко, Испании, и Гибралтара (Британская заморская территория на Пиренейском полуострове) и является международным: согласно статье 38 Конвенции ООН по морскому праву, иностранные суда, включая военные корабли, и летательные аппараты пользуются в нём правом транзитного прохода.

## География
Гибралтарский пролив находится между южной оконечностью Европы и северо-западным побережьем Африки. На северной стороне пролива находятся Испания и Гибралтар (британская крепость и военно-морская база). На южной стороне находятся Марокко и Сеута (испанский автономный город в северной Африке). В районе пролива также расположены испанские порты Ла-Линеа и Альхесирас, и марокканский порт Танжер.
Международная гидрографическая организация определяет протяжённость пролива так:

- На западе. Линия, соединяющая мыс Трафальгар и мыс Спартель.
- На востоке. Линия, соединяющая мыс Европа и полуостров Альмина.

В этих границах длина пролива составляет 65 километров, ширина — от 14 до 44 километров, глубина на фарватере — до 338 метров (наибольшая глубина — 1181 метров).

## Названия и этимология
Слово «Гибралтар» является испанизированным вариантом арабского словосочетания «Джабаль Тарик» (араб. جبل طارق‎), означающего «гора Тарика» в честь арабского полководца Тарика ибн Зияда, возглавлявшего арабское вторжение на Пиренейский полуостров.
В англоязычной военно-морской терминологии встречается сокращение STROG (STRait Of Gibraltar).
Античное название Геркулесовы столпы (др.-греч. αἱ Ἡράκλειοι στῆλαι) обычно соотносят со скальными массивами, обрамляющим восточный вход в пролив: Гибралтарская скала на севере и Джебель-Муса либо Ачо на юге. На этом названии основано латинское название лат. Fretum Herculeum.

## Гидрология
В Гибралтарском проливе на разной глубине течения направлены в противоположные стороны. Поверхностное течение в среднем приносит из Атлантики в Средиземное море 55 198 км³ воды за год (при средней температуре в +17 °C и солёности выше 36 ‰). Глубинное течение выносит в Атлантический океан 51 886 км³ (при средней температуре в +13,5 °C и солёности в 38 ‰). Разница в 3312 км³ обусловлена по большей части испарением с поверхности Средиземного моря.
```
При закрытом Гибралтарском проливе Средиземное море испарилось бы примерно за тысячу лет
[
12
]
.
```

## История образования
По одной из гипотез, 5 млн лет назад воды Атлантического океана пробили Гибралтарский пролив и затопили Средиземноморье. По другой теории, более распространённой, Средиземное море является остатком древнего океана Тетис, который постепенно сокращался ввиду движения литосферных плит: это подтверждается областями горной складчатости и современным направлением движения литосферных плит: Африканская литосферная плита (весь континент Африка и прилегающие области под океанами) движется на северо-северо-восток со скоростью 1,9 см/год.
Гибралтарский пролив является частью «Гибралтарской Дуги», состоящей из горной системы Баетик на юге Пиренеев, Гибралтарского пролива и северной части Марокко. Университет Гранады в 2017 году создал модель движения каменных блоков (300×150 км), которые суммарно повернулись на 53 градуса по часовой стрелке со скоростью 6 градусов в 1 млн лет. Таким образом, «Гибралтарская Дуга» начала образовываться около 9 млн лет назад.

## История

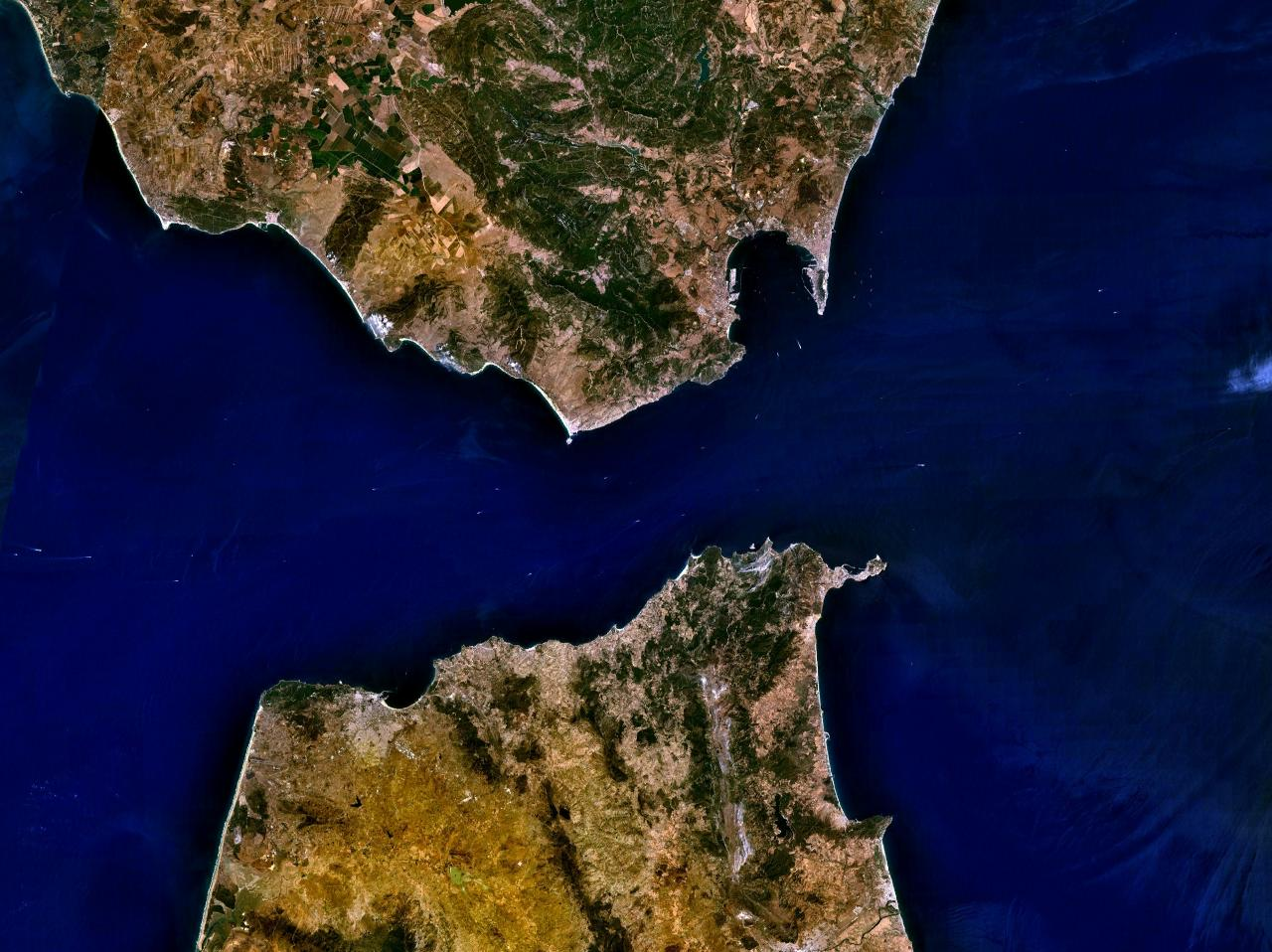
Вид на Гибралтарский пролив из космоса

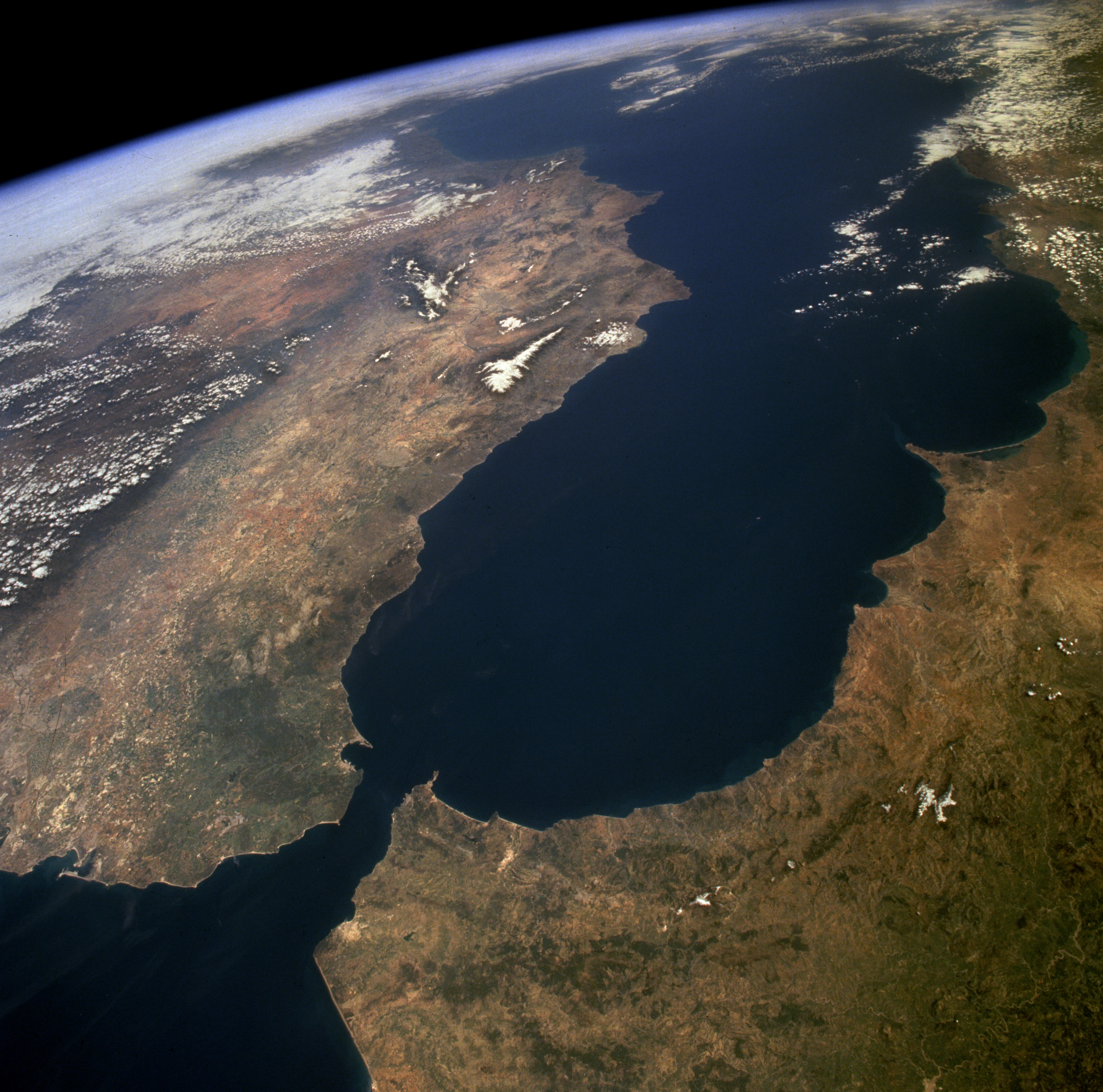
Гибралтарский пролив. Левее — Испания, правее — Марокко.

На Гибралтарской скале зафиксированы свидетельства проживания неандертальцев в период 125 000 — 24 000 лет назад. Археологические свидетельства проживания Homo sapiens в этом районе относятся к 40 000 лет назад.
Через Гибралтарский пролив осуществлялись продвижения армий карфагенян, вандалов, мавров и берберов, Испании и Португалии. В 1704 году Гибралтарская скала была захвачена Великобританией.
После июльского переворота 1936 года ВМС Испании попытались блокировать Гибралтарский пролив, чтобы помешать переброске войск Армии Африки из испанского Марокко на полуостров Испании. 5 августа 1936 года так называемая «Конвой де ла Виктория» смогла переправить через пролив не менее 2500 человек, прорвав республиканскую блокаду.

## Проекты мостов, тоннелей, плотин через Гибралтарский пролив

### Проект «Атлантропа»
В 1920-х годах немецкий архитектор Герман Зёргель предлагал перегородить Гибралтарский пролив гидроэлектрической дамбой, а второй дамбой поменьше — перекрыть Дарданеллы. Был также вариант, где вторая дамба соединяла Сицилию с Африкой. В результате уровень воды в Средиземном море понизился бы приблизительно на 100 метров. Таким образом предполагалось не только получать электроэнергию в изобилии, но и подавать опреснённую морскую воду в Сахару, чтобы она стала пригодна для сельского хозяйства. Европа и Африка стали бы одним континентом — Атлантропой, а вместо Средиземного моря появилось бы искусственное море — Сахарское.

### Тоннель
Многие годы, с середины XX века, Испания и Марокко совместно изучали вопрос создания под проливом железнодорожного и/или автомобильного туннеля, аналогичного тому, который соединяет Францию и Великобританию под проливом Ла-Манш. В 2003 была начата новая программа исследований, рассчитанная на три года.

### Мост
Группа американских и британских строителей, со своей стороны, рассматривала[когда?] возможность построения моста через пролив. Такой мост мог бы стать на тот момент самым высоким (свыше 900 метров) и самым длинным (15 км) из существующих в мире. Фантаст Артур Кларк описал такой мост в своём романе «Фонтаны Рая».

## Гибралтарский пролив в культуре
- В фильме «Подводная лодка» («Das Boot», 1981 год) экипажу U-96 командование Кригсмарине приказывает пройти через пролив, чтобы проникнуть в Средиземное море и прибыть в город Специя в Италии. Пролив имел очень мощную противолодочную оборону, англичане прекрасно понимали всю его важность, данную самой природой. По сюжету лодка была обнаружена противником, получила прямое попадание авиабомбы и после экстренного погружения провалилась на дно пролива (на глубину 280 м), превысив расчётную глубину погружения. Корпус выдержал огромное давление, после ремонта на дне моря лодка всплыла и смогла вернуться на базу.
- В книге американского писателя-фантаста Пола Андерсона «Гибралтарский водопад» (Gibraltar Falls, 1975 год) из цикла «Патруль времени» действие происходит во времена формирования Средиземного моря.